# クイーンマンボ
クイーンマンボ（欧字名:Queen Mambo、2014年3月28日 - ）は、日本の競走馬、繁殖牝馬。主な勝ち鞍に2017年の関東オークス、レディスプレリュード。

## 経歴

### デビュー前
2014年3月28日にグランド牧場で誕生。その後スズカエルマンボの2014としてヒダカ・ブリーダーズ・ユニオンで総額2,800万円（一口14万円×200口）で募集された。

### 3歳時（2017年）
デビューは遅れ、3月4日の3歳未勝利戦（小倉芝1800m）でデビュー。初出走ながら4番人気となったが、出遅れてしまい14着と惨敗に終わる。2戦目はダートを使われ、牝馬限定の阪神ダート1800mの未勝利戦を1番人気に応え3馬身差で快勝。初勝利を挙げる。次走の3歳500万下は好位に着けると上がり最速の脚を繰り出し2馬身差をつけ、連勝を飾る。初の重賞挑戦となった兵庫チャンピオンシップは1、2着馬にやや離された3着に敗れた。続く関東オークスは1.9倍の圧倒的人気となる。レースは道中3番手を追走し、直線入り口で先頭に立つと、そのまま後続を突き放して4馬身差の快勝。重賞初制覇を飾った。次走は8月のブリーダーズゴールドカップに出走。ここでも1.5倍と圧倒的支持を集めたが粘るマイティティーを3/4馬身捕らえられず2着に敗れる。新馬戦以来の芝のレースとなったローズステークスは12着と惨敗。続くレディスプレリュードは道中4番手からレースを進め、直線の追い比べのなか、鋭く抜け出して後続を突き放し、ホワイトフーガ、アンジュデジール相手に8馬身差をつける圧勝。重賞2勝目を手にした。その後はJBCレディスクラシックの有力馬として調整をされていたが、右前ザ石により、出走を回避。休養に入ることとなった。

### 4歳時（2018年）
故障明け、半年ぶりの実戦となったマリーンカップでも1番人気となるが、逃げるアンジュデジールを3/4馬身差で交わせず2着。続く平安ステークスは牡馬相手に中団から脚を伸ばし勝ったサンライズソアに1馬身半差の2着に入る。3か月ぶりとなったブリーダーズゴールドカップは1倍台の人気を集めるが、離された3着に終わる。連覇を狙ったレディスプレリュードでも1倍台の1番人気となるが、中団から伸びを欠き7着と凡退。ダートで初めて馬券圏内を外した。京都で行われたJBCレディスクラシックは好位から競馬をし、0.2秒差の4着に敗れる。次走はオープンの師走ステークスに出走、連続4着となる。

### 5歳時（2019年）
再び右前ザ石により、半年の休養を余儀なくされる。復帰戦となった平安ステークスは8着と惨敗。続くスレイプニルステークスは6着、名鉄杯は8着に終わる。3年連続出走となったブリーダーズゴールドカップは4着に敗れる。レースから6日後の8月21日に競走馬登録を抹消した。

### 引退後
引退後は、故郷のグランド牧場で繁殖入りした。

## 競走成績
以下の内容は、JBISサーチおよびnetkeiba.comに基づく。
| 競走日     | 競馬場 | 競走名                | 格     | 距離（馬場）  | 頭 数 | 枠 番 | 馬 番 | オッズ （人気） | 着順 | タイム （上り3F） | 着差 | 騎手        | 斤量 [kg] | 1着馬（2着馬）       | 馬体重 [kg] |
| ---------- | ------ | --------------------- | ------ | ------------- | ----- | ----- | ----- | --------------- | ---- | ----------------- | ---- | ----------- | --------- | -------------------- | ----------- |
| 2017.03.04 | 小倉   | 3歳未勝利             |        | 芝1800m（良） | 16    | 2     | 3     | 007.40（4人）   | 14着 | R1:50.2（35.6）   | -1.1 | 0藤岡佑介   | 54        | ヤマニンルサリー     | 502         |
| 0000.03.25 | 阪神   | 3歳未勝利             |        | ダ1800m（稍） | 11    | 8     | 10    | 003.00（1人）   | 01着 | R1:54.9（37.5）   | -0.5 | 0北村友一   | 54        | （タガノアニード）   | 502         |
| 0000.04.15 | 阪神   | 3歳500万下            |        | ダ1800m（良） | 12    | 2     | 2     | 004.40（2人）   | 01着 | R1:51.2（35.8）   | -0.3 | 0北村友一   | 54        | （テンザワールド）   | 490         |
| 0000.05.04 | 園田   | 兵庫CS                | JpnII  | ダ1870m（良） | 12    | 1     | 1     | 003.50（2人）   | 03着 | R2:01.2（39.0）   | -0.6 | 0北村友一   | 54        | タガノディグオ       | 489         |
| 0000.06.14 | 川崎   | 関東オークス          | JpnII  | ダ2100m（重） | 13    | 7     | 10    | 001.90（1人）   | 01着 | R2:19.0（38.3）   | -0.9 | 0C.ルメール | 54        | （アンジュデジール） | 495         |
| 0000.08.17 | 門別   | ブリーダーズGC        | JpnIII | ダ2000m（重） | 11    | 5     | 5     | 001.50（1人）   | 02着 | R2:08.6（40.6）   | -0.2 | 0C.ルメール | 55        | マイティティー       | 498         |
| 0000.09.17 | 阪神   | ローズS               | GII    | 芝1800m（良） | 18    | 1     | 1     | 022.30（7人）   | 12着 | R1:46.4（34.6）   | -0.9 | 0C.ルメール | 54        | ラビットラン         | 490         |
| 0000.10.05 | 大井   | レディスプレリュード  | JpnII  | ダ1800m（良） | 16    | 8     | 15    | 002.60（1人）   | 01着 | R1:53.1（38.3）   | -1.6 | 0C.ルメール | 54        | （ホワイトフーガ）   | 497         |
| 2018.04.11 | 船橋   | マリーンC             | JpnIII | ダ1600m（良） | 12    | 2     | 2     | 001.60（1人）   | 02着 | R1:41.3（37.4）   | -0.1 | 0C.ルメール | 57        | アンジュデジール     | 500         |
| 0000.05.19 | 京都   | 平安S                 | GIII   | ダ1900m（稍） | 16    | 7     | 14    | 011.00（3人）   | 02着 | R1:57.5（36.7）   | -0.2 | 0C.ルメール | 55        | サンライズソア       | 506         |
| 0000.08.16 | 門別   | ブリーダーズGC        | JpnIII | ダ2000m（不） | 15    | 3     | 5     | 001.70（1人）   | 03着 | R2:07.1（39.5）   | -1.5 | 0C.ルメール | 57        | ラビットラン         | 496         |
| 0000.10.11 | 大井   | レディスプレリュード  | JpnII  | ダ1800m（良） | 14    | 8     | 14    | 001.70（1人）   | 07着 | R1:55.4（38.7）   | -1.5 | 0C.ルメール | 56        | プリンシアコメータ   | 507         |
| 0000.11.04 | 京都   | JBCレディスクラシック | JpnI   | ダ1800m（良） | 16    | 2     | 3     | 003.90（2人）   | 04着 | R1:50.6（37.2）   | -0.2 | 0C.ルメール | 55        | アンジュデジール     | 506         |
| 0000.12.08 | 中山   | 師走S                 | OP     | ダ1800m（良） | 16    | 2     | 3     | 010.90（5人）   | 04着 | R1:51.4（36.8）   | -0.5 | 0酒井学     | 55        | テーオーエナジー     | 506         |
| 2019.05.18 | 京都   | 平安S                 | GIII   | ダ1900m（良） | 16    | 6     | 11    | 036.10（9人）   | 08着 | R1:59.0（37.9）   | -0.9 | 0北村友一   | 54        | チュウワウィザード   | 520         |
| 0000.06.01 | 東京   | スレイプニルS         | OP     | ダ2100m（良） | 16    | 1     | 2     | 004.90（2人）   | 06着 | R2:11.9（37.9）   | -0.7 | 0M.デムーロ | 54        | テルペリオン         | 512         |
| 0000.07.14 | 中京   | 名鉄杯                | L      | ダ1800m（重） | 11    | 7     | 9     | 008.50（4人）   | 08着 | R1:49.7（37.3）   | -2.1 | 0M.デムーロ | 54        | スマハマ             | 512         |
| 0000.08.15 | 門別   | ブリーダーズGC        | JpnIII | ダ2000m（稍） | 11    | 3     | 3     | 007.20（4人）   | 04着 | R2:06.9（38.7）   | -0.7 | 0M.デムーロ | 57        | アンデスクイーン     | 514         |

## 繁殖成績
|       | 生年   | 馬名                 | 性 | 毛色   | 父             | 馬主            | 厩舎           | 戦績           | 出典   |
| ----- | ------ | -------------------- | -- | ------ | -------------- | --------------- | -------------- | -------------- | ------ |
| 初仔  | 2021年 | レヴォントゥレット   | 牡 | 鹿毛   | ロードカナロア | 前田晋二        | 栗東・矢作芳人 | 5戦4勝（現役） | [ 8 ]  |
| 2番仔 | 2022年 | ロミヒ               | 牝 | 鹿毛   | ヘニーヒューズ | (株) モンレーヴ | 美浦・伊藤圭三 | 5戦0勝（現役） | [ 9 ]  |
| 3番仔 | 2024年 | クイーンマンボの2024 | 牡 | 青鹿毛 | モーリス       |                 |                |                | [ 10 ] |

- 2025年4月11日現在

## 血統表
| クイーンマンボの血統              | クイーンマンボの血統                  | クイーンマンボの血統            | （血統表の出典）                | （血統表の出典） |
| 父系                              | サンデーサイレンス系/ヘイロー系       | サンデーサイレンス系/ヘイロー系 | サンデーサイレンス系/ヘイロー系 | [ § 2 ]          |
| 父 マンハッタンカフェ 1998 青鹿毛 | 父の父*サンデーサイレンス 1986 青鹿毛 | Halo                            | Hail to Reason                  | Hail to Reason   |
| 父 マンハッタンカフェ 1998 青鹿毛 | 父の父*サンデーサイレンス 1986 青鹿毛 | Halo                            | Cosmah                          |                  |
| 父 マンハッタンカフェ 1998 青鹿毛 | 父の父*サンデーサイレンス 1986 青鹿毛 | Wishing Well                    | Understanding                   | Understanding    |
| 父 マンハッタンカフェ 1998 青鹿毛 | 父の父*サンデーサイレンス 1986 青鹿毛 | Wishing Well                    | Mountain Flower                 |                  |
| 父 マンハッタンカフェ 1998 青鹿毛 | 父の母*サトルチェンジ 1988 黒鹿毛     | Law Society                     | Alleged                         | Alleged          |
| 父 マンハッタンカフェ 1998 青鹿毛 | 父の母*サトルチェンジ 1988 黒鹿毛     | Law Society                     | Bold Bikini                     |                  |
| 父 マンハッタンカフェ 1998 青鹿毛 | 父の母*サトルチェンジ 1988 黒鹿毛     | Santa Luciana                   | Luciano                         | Luciano          |
| 父 マンハッタンカフェ 1998 青鹿毛 | 父の母*サトルチェンジ 1988 黒鹿毛     | Santa Luciana                   | Sleika                          |                  |
| 母 スズカエルマンボ 2005 鹿毛     | 母の父シンボリクリスエス 1999 黒鹿毛  | Kris S.                         | Roberto                         | Roberto          |
| 母 スズカエルマンボ 2005 鹿毛     | 母の父シンボリクリスエス 1999 黒鹿毛  | Kris S.                         | Sharp Queen                     |                  |
| 母 スズカエルマンボ 2005 鹿毛     | 母の父シンボリクリスエス 1999 黒鹿毛  | Tee Kay                         | Gold Meridian                   | Gold Meridian    |
| 母 スズカエルマンボ 2005 鹿毛     | 母の父シンボリクリスエス 1999 黒鹿毛  | Tee Kay                         | Tri Argo                        |                  |
| 母 スズカエルマンボ 2005 鹿毛     | 母の母スプリングマンボ 1992 鹿毛      | Kingmambo                       | Mr. Prospector                  | Mr. Prospector   |
| 母 スズカエルマンボ 2005 鹿毛     | 母の母スプリングマンボ 1992 鹿毛      | Kingmambo                       | Miesque                         |                  |
| 母 スズカエルマンボ 2005 鹿毛     | 母の母スプリングマンボ 1992 鹿毛      | *キーフライヤー                 | Nijinsky                        | Nijinsky         |
| 母 スズカエルマンボ 2005 鹿毛     | 母の母スプリングマンボ 1992 鹿毛      | *キーフライヤー                 | Key Partner                     |                  |
| 母系(F-No.)                       | (FN:7)                                | (FN:7)                          | (FN:7)                          | [ § 3 ]          |
| 5代内の近親交配                   | Hail to Reason 4×5                    | Hail to Reason 4×5              | Hail to Reason 4×5              | [ § 4 ]          |
| 出典                              | 1. 2. 3. 4.                           | 1. 2. 3. 4.                     | 1. 2. 3. 4.                     | 1. 2. 3. 4.      |

- 叔父に2005年天皇賞・春、2004年朝日チャレンジカップ勝ち馬のスズカマンボがいる。
- 3代母キーフライヤーはダンシングキイの全妹で、ダンスパートナー、ダンスインザダーク、ダンスインザムードとは親戚にあたる。
- そのほかの近親はネイティヴパートナー#主なファミリーラインを参照。